# Pruillé-le-Chétif
Pruillé-le-Chétif és un municipi francès situat al departament del Sarthe i a la regió de País del Loira. L'any 2007 tenia 1.263 habitants.

## Demografia

### Població
El 2007 la població de fet de Pruillé-le-Chétif era de 1.263 persones. Hi havia 446 famílies de les quals 67 eren unipersonals (20 homes vivint sols i 47 dones vivint soles), 158 parelles sense fills, 209 parelles amb fills i 12 famílies monoparentals amb fills.
La població ha evolucionat segons el següent gràfic:
Habitants censats

### Habitatges
El 2007 hi havia 466 habitatges, 450 eren l'habitatge principal de la família, 6 eren segones residències i 10 estaven desocupats. 454 eren cases i 4 eren apartaments. Dels 450 habitatges principals, 382 estaven ocupats pels seus propietaris, 64 estaven llogats i ocupats pels llogaters i 4 estaven cedits a títol gratuït; 7 tenien una cambra, 20 en tenien dues, 51 en tenien tres, 95 en tenien quatre i 277 en tenien cinc o més. 392 habitatges disposaven pel capbaix d'una plaça de pàrquing. A 127 habitatges hi havia un automòbil i a 296 n'hi havia dos o més.

### Piràmide de població
La piràmide de població per edats i sexe el 2009 era:
| Homes | Edats   | Dones |
| ----- | ------- | ----- |
| 0     | 95 o +  | 0     |
| 0     | 90 a 94 | 8     |
| 0     | 85 a 89 | 8     |
| 12    | 80 a 84 | 4     |
| 4     | 75 a 79 | 12    |
| 4     | 70 a 74 | 12    |
| 20    | 65 a 69 | 20    |
| 24    | 60 a 64 | 20    |
| 28    | 55 a 59 | 40    |
| 48    | 50 a 54 | 24    |
| 60    | 45 a 49 | 44    |
| 80    | 40 a 44 | 88    |
| 56    | 35 a 39 | 44    |
| 40    | 30 a 34 | 40    |
| 16    | 25 a 29 | 32    |
| 40    | 20 a 24 | 24    |
| 56    | 15 a 19 | 52    |
| 36    | 10 a 14 | 64    |
| 80    | 5 a 9   | 32    |
| 20    | 0 a 4   | 40    |

## Economia
El 2007 la població en edat de treballar era de 872 persones, 655 eren actives i 217 eren inactives. De les 655 persones actives 623 estaven ocupades (336 homes i 287 dones) i 33 estaven aturades (16 homes i 17 dones). De les 217 persones inactives 75 estaven jubilades, 104 estaven estudiant i 38 estaven classificades com a «altres inactius».

### Ingressos
El 2009 a Pruillé-le-Chétif hi havia 450 unitats fiscals que integraven 1.279,5 persones, la mediana anual d'ingressos fiscals per persona era de 21.134 €.

### Activitats econòmiques
Dels 31 establiments que hi havia el 2007, 1 era d'una empresa de fabricació d'altres productes industrials, 8 d'empreses de construcció, 3 d'empreses de comerç i reparació d'automòbils, 1 d'una empresa de transport, 2 d'empreses d'hostatgeria i restauració, 1 d'una empresa d'informació i comunicació, 4 d'empreses financeres, 1 d'una empresa immobiliària, 5 d'empreses de serveis, 1 d'una entitat de l'administració pública i 4 d'empreses classificades com a «altres activitats de serveis».
Dels 9 establiments de servei als particulars que hi havia el 2009, 1 era un paleta, 2 guixaires pintors, 5 fusteries i 1 perruqueria.
L'únic establiment comercial que hi havia el 2009 era una fleca.
L'any 2000 a Pruillé-le-Chétif hi havia 20 explotacions agrícoles que ocupaven un total de 660 hectàrees.

## Equipaments sanitaris i escolars
El 2009 hi havia 2 escoles elementals. A Pruillé-le-Chétif hi havia 1 col·legi d'educació secundària i 1 liceu d'ensenyament general. Als col·legis d'educació secundària hi havia 224 alumnes i als liceus d'ensenyament general 510.

## Poblacions més properes
El següent diagrama mostra les poblacions més properes.